# Praktische Freiheit
Praktische Freiheit ist in der Philosophie ein von Immanuel Kant geprägter Begriff, der das Selbstverständnis eines vernünftigen Wesens bezeichnet, nach selbsterhobenen Prinzipien zu entscheiden und sich somit selbst als frei zu begreifen. Dieses Vermögen unterscheidet den Menschen nach Kant vom Tier, dessen Willkür „nicht anders als durch sinnliche Antriebe“ bestimmt ist. Der Mensch als vernunftbegabtes Wesen dagegen hat die Fähigkeit, „unabhängig von sinnlichen Antrieben, mithin durch Bewegursachen, welche nur von der Vernunft vorgestellt werden“, zu handeln (KrV, A 802/B 830; Akademie-Ausgabe, Bd. III, S. 521).
Praktische Freiheit ist abzugrenzen von den von Kant analog geprägten Begriffen der psychologischen Freiheit (die im strengen Sinne determinierte innere Verkettung von Motiven) und der transzendentalen Freiheit (der Fähigkeit, eine Kausalkette selbständig zu beginnen, also etwas zu verursachen, ohne dabei selbst verursacht zu sein), die im Gegensatz zur praktischen Freiheit für Kant empirisch nicht verifizierbar sind. Im Gegensatz zur transzendentalen Freiheit, die für Kant in einem scheinbaren Widerspruch zum Determinismus steht (siehe dazu Kants Dritte Antinomie), scheint die praktische Freiheit für Kant mit dem Determinismus vereinbar. So schreibt er im Kanon seiner Kritik der reinen Vernunft:

„Die praktische Freiheit kann durch Erfahrung bewiesen werden. Denn, nicht bloß das, was reizt, d. i. die Sinne unmittelbar affiziert, bestimmt die menschliche Willkür, sondern wir haben ein Vermögen, durch Vorstellungen von dem, was selbst auf entferntere Art nützlich oder schädlich ist, die Eindrücke auf unser sinnliches Begehrungsvermögen zu überwinden; diese Überlegungen aber von dem, was in Ansehung unseres ganzen Zustandes begehrungswert, d. i. gut und nützlich ist, beruhen auf der Vernunft. Diese gibt daher auch Gesetze, welche Imperative, d. i. objektive Gesetze der Freiheit sind, und welche sagen, was geschehen soll, ob es gleich vielleicht nie geschieht, und sich darin von Naturgesetzen, die nur von dem handeln, was geschieht, unterscheiden, weshalb sie auch praktische Gesetze genannt werden.“

Allerdings besteht Kant an anderer Stelle auf einer Anhängigkeit der praktischen Freiheit von der transzendentalen Freiheit: 

„Man sieht leicht, daß, wenn alle Causalität in der Sinnenwelt bloß Natur wäre, so würde jede Begebenheit durch eine andere in der Zeit nach nothwendigen Gesetzen bestimmt sein; und mithin, da die Erscheinungen, so fern sie die Willkür bestimmen, jede Handlung als ihren natürlichen Erfolg nothwendig machen müßten, so würde die Aufhebung der transscendentalen Freiheit zugleich alle praktische Freiheit vertilgen. Denn diese setzt voraus, daß, obgleich etwas nicht geschehen ist, es doch habe geschehen sollen, und seine Ursache in der Erscheinung also nicht so bestimmend war, daß nicht in unserer Willkür eine Causalität liege, unabhängig von jenen Naturursachen und selbst wider ihre Gewalt und Einfluß etwas hervorzubringen, was in der Zeitordnung nach empirischen Gesetzen bestimmt ist, mithin eine Reihe von Begebenheiten ganz von selbst anzufangen.“

Der Widerspruch lässt sich dadurch auflösen, dass man annimmt, für Kant sei praktische Freiheit zwar letztendlich von der transzendentalen Freiheit abhängig, für die Praxis relevant sei dabei jedoch ausschließlich die praktische Freiheit. Diese Interpretation wird auch an anderer Stelle durch Kant bestätigt (vgl. KrV, B 831). Nach diesem Verständnis begreift man sich laut Kant im Handeln als frei und hat dabei eine unmittelbare Freiheitserfahrung. Ob man im Handeln tatsächlich frei ist, hängt jedoch davon ab, ob die Bedingung der transzendentalen Freiheit erfüllt ist.